# Capitol Punishment: The Megadeth Years
Greatest Hits: Back to the Start je první best of album americké thrashmetalové skupiny Megadeth. Společnost Capitol Records ho vydala 24. října 2000. Nové skladby „Kill the King“ a „Dread and the Fugitive Mind“ nahrála sestava Dave Mustaine/Al Pitrelli/David Ellefson/Jimmy DeGrasso. Na albu se nachází skrytá skladba „Capitol Punishment“, což je směska mnoha předchozích písní skupiny.

## Zákulisí
Název alba je narážkou na problémy kapely s vydavatelstvím Capitol Records, které Megadeth nakonec opustili a podepsali smlouvu se Sanctuary Records. S Capitol Records však museli vydat ještě jedno album, proto se rozhodli právě pro best-of. Na albu se nacházejí skladby z téměř všech do té doby vydaných alb skupiny, seřazené od nejmladšího po nejstarší. Kromě nové skladby „Kill the King“ obsahuje album také skladbu „Dread and the Fugitive Mind“, nahranou pro tehdy teprve připravované album The World Needs a Hero. K prosinci 2005 se jen v USA prodalo přes 200 000 nosičů alba Capitol Punishment.

## Hodnocení
Nick Lancaster z britského online magazínu Drowned in Sound kritizoval zahrnutí velkého množství skladeb z alb jako Cryptic Writings a Risk místo starší, „tvrdší“ tvorby. Hlavním terčem jeho kritika byla podle jeho slov „naprosto debilní“ skladba „Crush 'Em“ z již zmiňovaného alba Risk. Kladně hodnotil naopak skladby „Dread and the Fugitive Mind“ a „Kill the King“, které pro něj byly „návrat do formy“.
Steve Huey z AllMusic album hodnotil podobně, kritizoval soustředění se na spíše komerční skladby a vynechání starší thrashmetalové tvorby či soundtrackových skladeb jako „Go To Hell“, „Angry Again“ a „99 Ways to Die“. Celkově album hodnotil jako „výběr pro všední fanoušky“ a shledal ho jako „příliš neúplné“ a „příliš nahodilé“.

## Seznam skladeb
| Pořadí         | Název                         | Album                                 | Délka   |
| -------------- | ----------------------------- | ------------------------------------- | ------- |
| 1.             | Kill the King                 | Nová skladba                          | 3:46    |
| 2.             | Dread and the Fugitive Mind   | 2001 – The World Needs a Hero         | 4:26    |
| 3.             | Crush 'Em                     | 1999 – Risk                           | 4:59    |
| 4.             | Use the Man                   | 1997 – Cryptic Writings               | 4:37    |
| 5.             | Almost Honest                 | 1997 – Cryptic Writings               | 4:04    |
| 6.             | Trust                         | 1997 – Cryptic Writings               | 5:12    |
| 7.             | À Tout le Monde               | 1994 – Youthanasia                    | 4:31    |
| 8.             | Train of Consequences         | 1994 – Youthanasia                    | 3:28    |
| 9.             | Sweating Bullets              | 1992 – Countdown to Extinction        | 5:04    |
| 10.            | Symphony of Destruction       | 1992 – Countdown to Extinction        | 4:03    |
| 11.            | Hangar 18                     | 1990 – Rust in Peace                  | 5:13    |
| 12.            | Holy Wars… The Punishment Due | 1990 – Rust in Peace                  | 6:35    |
| 13.            | In My Darkest Hour            | 1988 – So Far, So Good… So What!      | 6:19    |
| 14.            | Peace Sells                   | 1986 – Peace Sells… but Who's Buying? | 4:04    |
| Celková délka: | Celková délka:                | Celková délka:                        | 1:06:21 |

### Skrytá skladba (americká verze)
| Pořadí | Název                               | Album                      | Délka |
| ------ | ----------------------------------- | -------------------------- | ----- |
| 15.    | Capitol Punishment (Skrytá skladba) | Nová skladba (pouze v USA) | 4:47  |

### Bonusová skladba (japonská verze)
| Pořadí | Název        | Album                                 | Délka |
| ------ | ------------ | ------------------------------------- | ----- |
| 15.    | Wake Up Dead | 1986 – Peace Sells… but Who's Buying? | 3:40  |